# Berlin-Marathon 1981
| 8. Berlin-Marathon     | 8. Berlin-Marathon           |
| ---------------------- | ---------------------------- |
| Stadt                  | Berlin, Deutschland          |
| Datum                  | 27. September 1981           |
| Distanz                | 42,195 Kilometer             |
| Sieger                 |                              |
| Männer                 | Ian Ray (2:15:42 h)          |
| Frauen                 | Angelika Stephan (2:47:24 h) |
| ← Berlin-Marathon 1980 | Berlin-Marathon 1982 →       |
| Website                | Offizielle Website           |

Der Berlin-Marathon 1981 war die 8. Ausgabe der jährlich stattfindenden Laufveranstaltung in West-Berlin, Bundesrepublik Deutschland. Der Marathon fand am 27. September 1981 statt.
Bei den Männern gewann Ian Ray in 2:15:42 h, bei den Frauen Angelika Stephan in 2:47:24 h.

## Ergebnisse

### Männer
| Platz | Athlet              | Land                   | Zeit (h) |
| ----- | ------------------- | ---------------------- | -------- |
| 01    | Ian Ray             | Vereinigtes Königreich | 2:15:42  |
| 02    | Michael Hurd        | Vereinigtes Königreich | 2:17:44  |
| 03    | David J Clark       | Vereinigtes Königreich | 2:20:10  |
| 04    | John Dimick         | Vereinigte Staaten     | 2:20:46  |
| 05    | Richard Umberg      | Schweiz                | 2:21:55  |
| 06    | John Robertshaw     | Vereinigtes Königreich | 2:23:07  |
| 07    | Bent Larsson        | Dänemark               | 2:23:25  |
| 08    | Alessandro Rastello | Italien                | 2:24:02  |
| 09    | Peter Alt           |                        | 2:24:51  |
| 10    | John Bicourt        | Vereinigtes Königreich | 2:25:13  |

### Frauen
| Platz | Athletin          | Land                   | Zeit (h) |
| ----- | ----------------- | ---------------------- | -------- |
| 01    | Angelika Stephan  | BR Deutschland         | 2:47:24  |
| 02    | Gill Burley       | Vereinigtes Königreich | 2:50:44  |
| 03    | Liane Winter      | BR Deutschland         | 2:53:56  |
| 04    | Catharina Bakker  | Niederlande            | 2:54:39  |
| 05    | Leslie Watson     | Vereinigtes Königreich | 2:55:34  |
| 06    | Monika Kuno       | BR Deutschland         | 2:57:30  |
| 07    | Jutta von Haase   | BR Deutschland         | 2:58:13  |
| 08    | Elisabeth Schuh   | Venezuela              | 3:02:26  |
| 09    | Elena Dugono      | Italien                | 3:02:51  |
| 10    | Eva-Marie Lehmann | BR Deutschland         | 3:05:26  |